# Hélène Boschi
Hélène Boschi (11 de agosto de 1917 - 9 de julio de 1990) fue una pianista franco-suiza, nacida en Lausana. Estudió con Yvonne Lefébure y Alfred Cortot en la Ecole normale de musique de París. A lo largo de su vida simultaneó la carrera  de maestra e intérprete.
Tocó la música del siglo XX, Bartok, Dukas, Maurice Emmanuel, Janáček o Martinu. Luigi Dallapiccola dedicó su Quaderno Musicale di Annalibera (creado en 1952), Fernando Lopes-Graça su Sonata n.º 3 (1954) y Claude Ballif su Sonata n.º 4 (1963). También dio la primera interpretación del Piano Concertino de Karel Husa en Bruselas (1954), que le fue dedicada. En 1955, Hélène Boschi estrenó Preludio para piano y orquesta de Jean-Louis Martinet y en 1964 Six pièces de l'automne 53 de Louis Durey para piano.
Hélène Boschi interpretó a Johann Sebastian Bach, François Couperin, Gabriel Fauré, Franck, Joseph Haydn, W-A Mozart, Robert Schumann. Rameau, K-M von Weber. Entre sus compañeros de música de cámara se encuentran Armand Angster, Gerard Caussé, Michel Debost, Irène Joachim, Annie Jodry, Jean-Jacques Kantorow, Étienne Péclard, Peter Rybar, Milos Sadlo. Hélène Boschi también formó con la pianista Germaine Mounier, un dúo de pianos con un vasto repertorio, grabando obras de Mozart, Clementi, Debussy y Busoni.
De 1955 a 1965, como solista de Radiodiffusion-Télévision Française (RTF) realizó numerosos conciertos que fueron retransmitidos. Tocó también con las principales orquestas de Europa (Filarmónica Checa, Orquesta Gewandhaus de Leipzig, Orquesta de Cámara de Berlín, Orquesta Nacional de Francia, Concertgebouw Amsterdam, Orchestre Philharmonique de Strasbourg, etc.) y directores de renombre como Georges Enesco, Kiryl Kondrashin, Jean Martinon, Kurt Masur, Vaclav Neumann, Manuel Rosenthal, Kurt Sanderling, Karel Sejna, etc.
De 1960 a 1965, Hélène Boschi enseñó en la Ecole Normale de Musique de Paris. Posteriormente dirigió durante veinte años (1965-1985) una de las mejores clases de piano en el Conservatorio de Estrasburgo. También impartió durante 15 años clases magistrales en Weimar. Entre sus alumnos se encontraban Piotr Anderszewski, Dana Borsan, Claire Chevallier, Allain Gaussin, Alain Jomy, Thierry Mechler, Jean-Marie Sénia, Emmanuel Strosser y François Verry.
En 1975, Hélène Boschi recibió el premio Robert Schumann por sus interpretaciones del compositor nacido en la ciudad de Zwickau.